# Osečná
Osečná (in tedesco Oschitz) è una città della Repubblica Ceca facente parte del distretto di Liberec, nella regione omonima.